# 哥伦比亚公园
哥伦比亚公园（正式名称：哥伦比亚区域性公园）位于加利福尼亚的托兰斯，是一片占地达52英亩（即21公顷）的大型草场休闲区域。园区覆盖六块英式足球场、两块棒球场、一块旱冰曲棍球场地、数个社区花园、一条步行径和一条慢跑径，这条慢跑径还是横穿美国越野赛（Cross Country Running）的赛道。美国女足名将，后卫乔伊·别费尔德-福西特（Joy Biefeld-Fawcett）和前锋卡琳·詹宁斯-加巴拉（Carin Jennings）在80年代后期到90年代早期这段时间里，曾系统地在这里的足球场上训练、比赛。
建造哥伦比亚公园的构想开始于1970年，最终建成于1983年。同年托兰斯涂料标准品牌公司向公园捐献了一座名为“Fujimihara”的雕塑，在园内展示。1985年，公园的设计者保罗塞托（ Paul Saito）凭借设计施工这座公园，获得了一项成就奖。在解决了帆板溜冰和地鼠泛滥这两个问题之后，公园在90年代迎来了大量游客，使用率大大上升，但也目睹了一次枪击事件及两次企图自杀事件的发生。
2001年夏季，作为托兰斯市绿化奉献计划的一部分，国际创价学会美国分会，一个佛教团体，向全市捐赠了一笔款项，用以购买100株樱桃树。在未来10年内，哥伦比亚公园每年将会增添10棵樱桃树。2006年1月，由于不符合联邦政府针对头手部位夹绊跌落安全标准的规定，一辆作为游乐器具的消防车被移出公园。2007年11月，托兰斯市市议会以非托兰斯公园体系主要元素为由，否决了在哥伦比亚公园加建带有围墙供小狗嬉戏的园这一提议。

## 公园特色
哥伦比亚公园拥有六块英式足球场，两块棒球场和一个轮式溜冰曲棍球场地。除此以外，它还拥有数个社区绿地，组成遍布全市共计12块园艺中心中的一部分。不仅如此，它还是家庭园艺学习中心的所在地，由洛杉矶郡负责运行其堆肥展示项目。园内还有一条长达1.32英里（约2.12公里）的步行径，被栅栏分成东西两个部分。西段延伸至主足球场的东侧，长0.75英里（约1.21公里），东段长达0.57英里（约0.92公里）。此外，园内还建有慢跑径，这条长达2.9英里（约4.7公里）平整的练习跑道在横穿美国越野赛（Cross Country Running）时还作为赛道使用。使用率颇高的英式足球场还安装了照明设施，以方便夜场比赛。
园区位置毗邻埃克森美孚炼油厂，建有高达494英尺（约151米）高的广播天线塔，为洛杉矶全新闻广播站KNX（中波频率）提供服务。同时，还有数座120英尺（约37米）高的电线塔，每座约可承受22万伏高压电缆，由南加利福尼亚爱迪生供电公司负责日常维护。园区内设置约有100座洒水站，用以浇灌面积达52英亩（约21公顷）的园区范围。

## 历史
哥伦比亚公园最初构想来源于托兰斯城市规划经理人爱德华·J·费拉罗（Edward J. Ferraro）。1970年，费拉罗（Ferraro）以25万美元的价格向美国海军富余资产购置了50英亩（约20公顷）的土地，建造托兰斯威尔森公园（Wilson Park）。几乎与此同时，费拉罗（Ferraro）还上马了一个计划，从北托兰斯批下了50英亩（约20万平方米）的土地，兴建哥伦比亚地区公园。1973年12约，托兰斯市议会又进了一步，为建造哥伦比亚公园和麦德罗纳沼泽区（Madrona Marsh）划批了土地。这是洛杉矶南巴亚里亚地区现存的最后一块春季沼泽区。两年后，加州政府同意为发展哥伦比亚公园提供资金支持。
哥伦比亚公园于1983年正式落成，坐落在加利福尼亚州的托兰斯市（Torrance），是一片占地52英亩（21公顷）的大型游乐草场。同年，Standard Brands 托兰斯艺术公司向公园捐赠了一尊雕塑。这尊名为Fujimihara的雕塑由公共艺术家罗杰贝里（Roger Berry）创作，现放置在公园西南角，向公众展示。
哥伦比亚公园最初的设计旨在为球员（英式足球）提供训练比赛场地；现有的步行径是后期增加的，最初并不在原来的计划中。为了加入这条步行径，户外景观设计师保罗·塞托（Paul Saito）承担了重新设计哥伦比亚公园外观的任务。在圣地亚哥水文景观产品公司（Hydro-Scape Products Inc. of San Diego）的资助下，塞托得以实现自己的设计规划，这条步行径最终呈现出蜿蜒起伏的样子。1985年3月，这条小径的设计为他赢得了加利福尼亚景观开发商协会颁发的成就奖。

### 早期问题
上世纪80年代，长长的蜿蜒步行径是水泥质地，停车场又时常空置，这就成为帆板溜冰的绝佳场地。1985年夏天，警方的雷达监视器拍摄到一位溜冰者在园内溜冰速度竟然达到40英里每小时（约64公里每小时）。同年年末，市议会终于匿名投票批准了一份条例，条例中规定在市内街区及其他公共区域不准使用带有帆板的轮轴滑行工具。同年晚些时候，市议会与鲍德温帕克特兰卡尔建筑公司，一家当地建筑公司签订了一份价值17万3655美元的合同，同意其开发哥伦比亚公园南边的部分。
新建的这座公园拥有着广阔的草场，这成为地鼠理想的聚居地，很快，地鼠的数量就达到并保持在六百只之多。地鼠洞使得维护草场变得异常困难，体育运动也无法进行。地鼠的数目如此巨大，以至于吸引来了“体型极其庞大”的秃鹰，成日栖息在KNX天线塔上，时而俯冲下来叼起一只地鼠，又飞回塔顶享用。还有不少其他以吃地鼠为生的动物同样繁殖起来。
1987年，市里指派汉克“地鼠先生”巴拉诺斯基（Hank G-man Baranowski）来到公园，解决地鼠问题。那时，他由于消灭地鼠能力出众，是市里捉地鼠的第一好手，而被人们称作“地鼠先生” 。几个月内，巴拉诺斯基就除掉了哥伦比亚公园内的地鼠。

### 更多的使用
随着地鼠问题的解决，哥伦比亚公园内的球场开始得到定期的使用。1980年代后期，哥伦比亚公园成为美国阿贾克斯（Ajax）女队曼哈顿（Manhattan）海滩俱乐部女子球队的主场。在哥伦比亚公园的球场，从9月至次年4月，每逢星期天，阿贾克斯和其他女队都会在此踢球，最多时每天要在4块场地踢16场之多。美国女足的杰出人物，后卫乔伊?巴菲尔德?弗奥赛特（Joy Biefeld-Fawcett）和前锋卡琳?詹尼斯（Carin Jennings）都是阿贾克斯的成员，都在这里进行过常规训练和比赛。这两位哥伦比亚公园的球员后来继续帮助阿贾克斯赢得了1991年的美国业余锦标赛，并于同年帮助美国国家队赢得了在中国举办的第一届女子世界杯。
1993年5月，哥伦比亚公园内爆发了两伙成员的战争。一伙的成员之一开枪击中了一名观众。幸好，该女子佩戴的项链挡住了子弹使其未能完全穿透她的胸部。结果，一个社区委员会提议市政对公园进行改进，而私有房主们也抱怨“非居民”使用篮球场并带来麻烦。托兰斯（Torrance）政府官员们力图提高安全度并采取了拆除篮筐及封锁球场入口的非常规的做法。
1995年4月22日，麦德罗纳（Madrona）沼泽之友在公园内种植了一棵树用以纪念第二十五个世界地球日。2000年2月，为服务公园，增加停车位等计划出台了。此外，计划还包括在第190号大街附近建一个眺望台。2000年4月，一个沮丧的19岁的托兰斯男孩爬上了公园内的一个电线塔。每一个电线塔都支撑多条电线并且为了保护电线塔使其能支撑攀爬者，每个塔都有多个伸出八英尺高的突起。由于自杀者在塔支撑的一个狭小的平台上，一名托兰斯消防员，卡尔?伯塞斯尼（Carl Besanceney）在黑暗中爬上了60英尺高的塔把他带了下来。一年后，伯塞斯尼得到了市政颁发的勇士奖章（a Medal of Valor award），颁奖者是电视剧“亚当-12”中的主角，警官吉姆?里德的扮演者肯特?麦考德。2000年11月，一名持枪自杀者站在牧场大道（Prairie Avenue）附近公厕外的一自动收费公用电话旁，在僵持7小时后，一名警方狙击手一枪击中其腹部。
2001年夏天， 美国国际佛教创价协会（the Buddhist association Soka Gakkai International USA）给托兰斯市捐献了可购买100棵樱桃树的慈善基金，作为自1993年开始以来的托兰斯生命树奉献计划的一部分。[27][28]这一计划旨在哥伦比亚公园种植10棵樱桃树。自2001年开始之后的十年，哥伦比亚公园每年都会举行庆典，生命树奉献这一计划便是其中之一。特别是这次的慈善募捐，它是佛教创价协会活动的一部分，旨在国家的各个城市种植树木. 为了“创造一个更和谐的环境”，同时也是为了建设更好的社区。 2001年8月，十棵樱桃树被栽种在哥伦比亚公园。直到2007年四月，在哥伦比亚公园里已经栽种了70颗樱桃树。同年十一月，美国国际佛教创价协会捐赠的樱桃数数量从10棵增加到了30棵。
2001年10月，公园计划把一部分低势的区域转变成步行径，并把喷泉叠加在步行径上面，以防止小径周边溢满水。按照这一计划，市政府在小道上增加了碎花岗石，暂时解决了水流不到高处的问题。[7]2003年8月，两位警官试图在哥伦比亚公园逮捕据报是“窃车贼”的两人。[30]当时在警察周围是100名“窃车贼”的朋友，于是托兰斯以及雷东多比奇的20名警官蜂拥至园内，坚持在逮捕时驱散人群。[30]当这两人被抓以后，警察发现那辆车是租来的，过期了还没有付租金，而不是偷的。[30]也是在同年，哥伦比亚公园内被用作游乐设备的火车被指触犯了联邦法律中头手引诱犯罪以及不合标准的条款。[31][32]为了对使用这一火车的儿童负责，这俩火车被用栅栏隔开。[31]在3年以后的2006年1月，火车跟栅栏都被转移，代替这一火车的是“带有橡胶垫子的，优雅以及吸引人的游乐设备”。[31]
2004年6月，位于190号街及草原大道(Prairie Avenue)西南转角的哥伦比亚公园停车场被征用作为雪佛兰公司的商用场所。[33]大约2年之后，在2006年10月，哥伦比亚公园以及托兰斯威尔森公园(Torrance's Wilson Park)都考虑圈起一部分，把其划分成拥有两区的狗专用公园。在这里遛狗时，大型狗们和小型狗们可以拥有各自独立的区域。[34]2007年6月，市开放场地委员会开会讨论了增加狗公园的利弊。[35]同年9月，该委员会讨论并决定只有哥伦比亚公园的南加利福尼亚爱迪生附属公园(the Southern California Edison)拥有足够的空间为小狗和大型犬提供分开的区域。[36]这个计划的启动资金至少要5万美誉那并且南加利福利亚爱迪生公园要赞同这提案。[36]为了在一个月之后向市议会呈交这一提案，开放空间委员会这样阐述：
|  | 由于没有额外的开放空间，草地社会团体也并不怎么赞同建立这一类型的公园。在托伦斯建立一个狗公园对我们公园系统来说不是很有必要。” |

在这次会议上，托兰斯爱狗俱乐部指出托伦斯狗公园会给城市带来潜在的依赖性，例如狗打架，由狗引起的伤害事件，疾病的传播，资金用在城市动物控制方面更有意义。[37]通过记名投票，市议会表示在托兰斯公园系统中建立一个狗公园是不必要的。[37]